# Чапшур
Чапшу́р (рос. Чапшур) — невелика річка в Ярському районі Удмуртії, Росія, ліва притока Туму.
Бере початок на Верхньокамській височині, серед тайги. Протікає на захід. Впадає до ставу, створеного на річці Тум.
У верхів'ях знаходилося колишнє село Кушманський.